# Lièvre arctique
Lepus arcticus
Espèce
Statut de conservation UICN

 LC  : Préoccupation mineure
Le lièvre arctique (Lepus arcticus) est un petit mammifère recouvert de fourrure, adapté à un environnement froid (polaire ou de haute montagne) et à un rythme nycthéméral et annuel particulier.  On l'a autrefois parfois considéré comme sous-espèce du lièvre variable, mais il est maintenant considéré comme une espèce distincte. Ce lièvre est adapté, tant par sa morphologie que par son épaisse fourrure blanche hivernale et son comportement, aux conditions climatiques du Grand Nord. Il est parfois surnommé « lièvre à raquettes » à cause de ses doigts de pattes écartés lui permettant de marcher sur des épaisseurs de neige différentes.

## Description
Le lièvre arctique pèse en moyenne 4 à 5,5 kg pour une taille de 55 à 70 cm.
Comme les autres lièvres, il a une petite queue et un système digestif lui permettant de digérer deux fois ses aliments. Ses longues pattes postérieures lui permettent d'atteindre une vitesse de 60 km/h. Son principal prédateur est le loup arctique ; l'ours, le renard polaire et le glouton peuvent aussi le chasser.
Ses oreilles sont plus longues que celles des lapins, mais plus courtes que celles des autres espèces de lièvres, ainsi en réduisant le rapport surface / volume des oreilles, il perd moins de calories dans l'air froid : c'est une illustration de la règle d'Allen.
Le lièvre arctique vit principalement dans les zones de toundra du Groenland et dans les parties les plus septentrionales du Canada et de l'Alaska. Son pelage est complètement blanc pendant l'hiver, ce qui lui permet de se confondre avec la neige. En été, son corps et sa tête redeviennent brun-gris, ce qui lui permet d'être facilement confondu avec de la boue et des roches, bien que ses pattes restent blanches, un camouflage évoluant selon la saison très comparable à celui du lagopède.

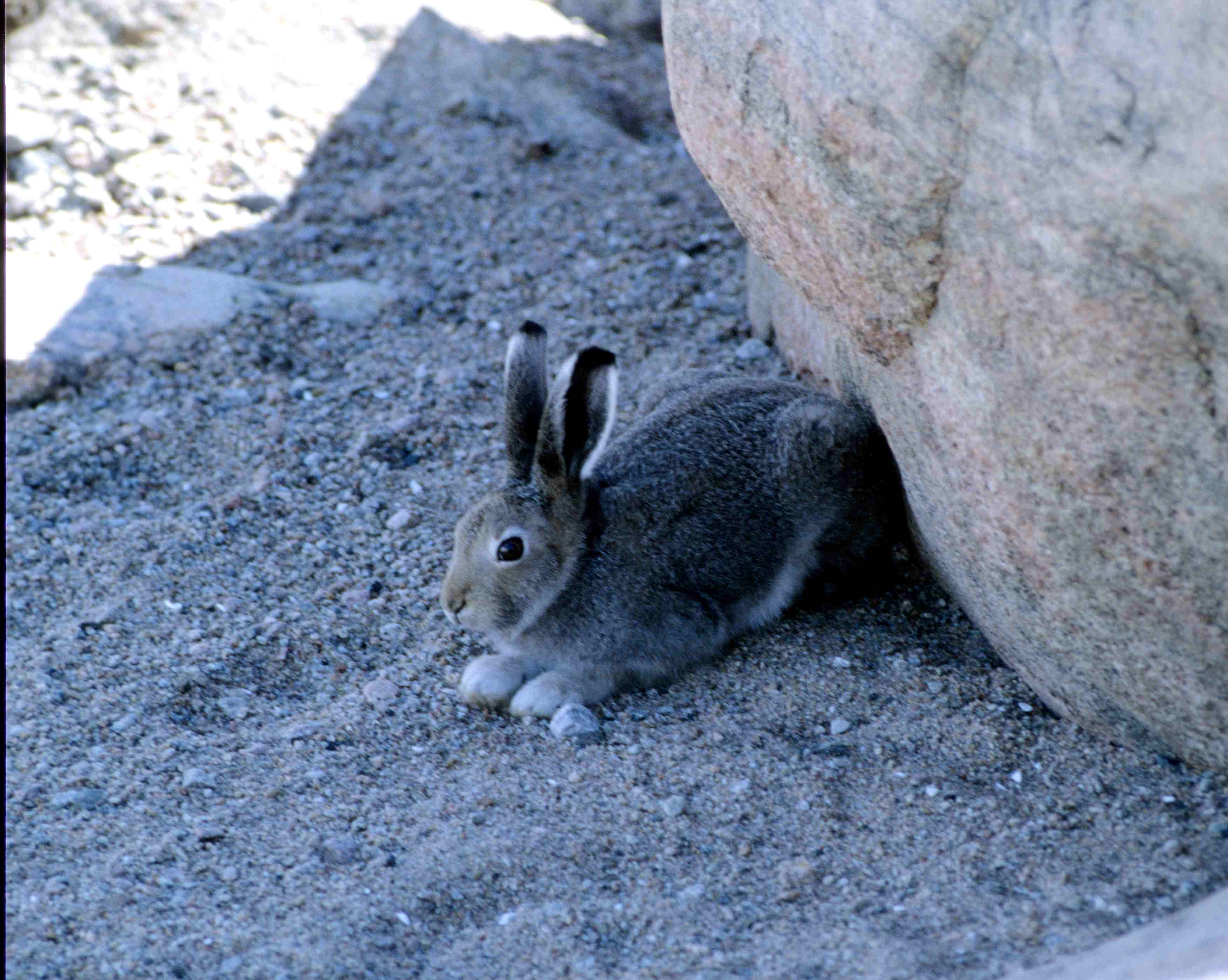
Lièvre arctique en pelage d'été.

## Alimentation
Cette espèce consomme des plantes ligneuses, et  surtout leurs bourgeons, mais aussi des  baies, feuilles et diverses herbacées. En début d'été, il mange notamment du saxifrage à feuilles opposées.
Son odorat lui permet de détecter certaines plantes, dont les branchettes de saules enfouies sous la neige. Il mange préférentiellement là où la couche de neige est moins épaisse.
Bien que cette espèce soit considérée comme herbivore, elle peut parfois manger d'autres animaux. Les résidents de Baker Lake (Nunavut) affirment également que des lièvres arctiques mangent les restes de cuisine qu'ils prélèvent en faisant des trous dans des sacs-poubelle.

## Reproduction
La femelle peut mettre bas jusqu'à huit petits levrauts. Les levrauts restent à l'intérieur du domaine vital de la mère jusqu'à ce qu'ils soient assez autonomes pour survivre seuls.

## Comportement
Le lièvre arctique creuse de profonds terriers dans la neige et le sol.
Il est généralement solitaire, mais peut voyager en groupe ou parfois se réchauffer en se serrant les uns contre les autres dans des groupes pouvant dépasser la douzaine d'individus.
Le mâle peut avoir plusieurs partenaires.

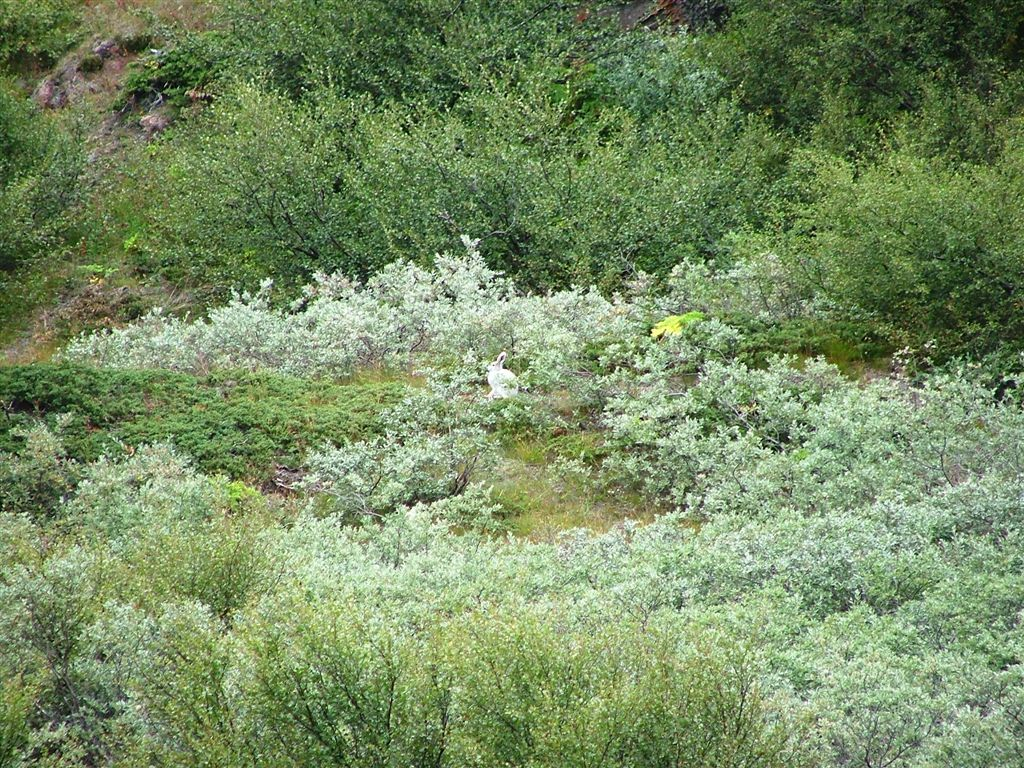
Lièvre arctique dans un environnement buissonneux, à Narsarsuaq, au sud du Groenland

## Aire de répartition

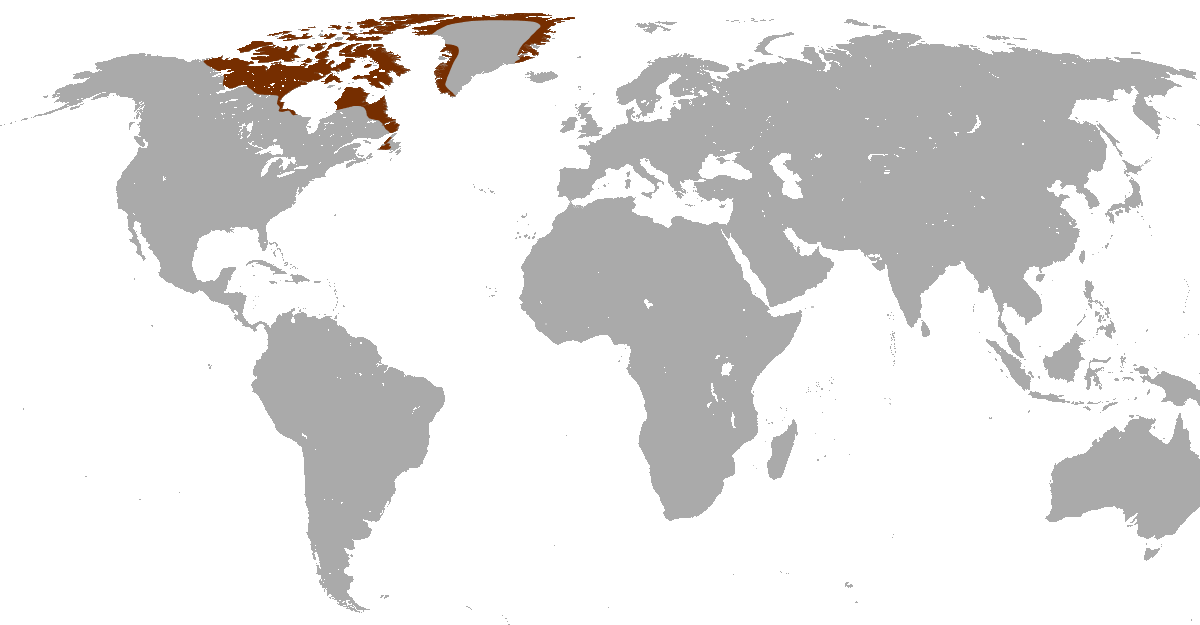
Aire de répartition du lièvre arctique.

On le trouve au Canada et au Groenland. Il est également présent à Saint-Pierre-et-Miquelon.

## Sous-espèces
On distingue 4 sous-espèces
- Lepus arcticus arcticus
- Lepus arcticus bangsii
- Lepus arcticus groenlandicus
- Lepus arcticus monstrabilis